# 킨카로우
킨카로우(Kinkalow)는 미국이 원산지인 잡종 고양이 품종이다. 이 고양이는 아메리칸 컬과 먼치킨의 교배종으로 다리가 짧다.